# ایتو سوکه‌چیکا
ایتو سوکه‌چیکا (به ژاپنی: 伊東 祐親 Itō Sukechika) یا کاوازو سوکه‌چیکا، نامشخص – ۲۰ مارس ۱۱۸۲) یک سامورایی و گوزوکو در ولایت ایزو در دوره هی‌آن اهل ژاپن بود.

## کشتن نوه
گفته می‌شود سنتسوروگوزن (سال تولد و مرگ نامعلوم) پسری بود که توسط میناموتو نو یوریتومو، که در تبعید در ولایت ایزو زندگی می‌کرد، از دختر ایتو سوکه‌چیکا (نام او یائه‌هیمه) به دنیا آمد. چیزورومارو و هاروواکا. اگرچه وجود آنها را نمی‌توان در مطالب تاریخی معتبر تأیید کرد، اما نام اولی را می‌توان در سوگا مونوگاتاری و گنپی توروکو یافت، و نام دومی در «واگا ایکی شیدای» آمده است. گفته می‌شود که او به دستور پدربزرگش ایتو سوکه‌چیکا بر اثر غرق شدن در رودخانه کشته شد.
«سوگا مونوگاتاری» را می‌توان تقریباً به دو نوع تقسیم کرد: کتاب نام واقعی و کتاب‌های کانا. طبق کتاب نام واقعی، میناموتو نو یوریتومو در دوران تبعیدش عاشق سومین دختر «ایتو سوکه‌چیکا» شد و «سنتسوروگوزن» را به دنیا آورد. پس از بازگشت به خانه از کیوتو، سوکه‌چیکا از تولد «سنتسوروگوزن»، که از نسل یوریتومو تبعید شده است، مطلع می‌شود و از ترس اینکه توسط ارباب فئودال کوماتسو-دونو (تایرا نو شیگه‌موری پسر ارشد تایرا نو کیوموری) سرزنش شود، تصمیم می‌گیرد که ریشه این پیوند خونی را قطع کند. با فراخواندن نگهبانان خود و دیگران، او دستور داد تا سنتسوروگوزن را با غرق کردن او در رودخانه بکشند.